# John Griggs Thompson
John Griggs Thompson (Ottawa, 13 ottobre 1932) è un matematico statunitense, noto per i suoi lavori sui gruppi finiti.

## Biografia
Laureato presso l'Università Yale nel 1955, ottenne quindi il dottorato presso l'Università di Chicago nel 1959 sotto la supervisione di Saunders Mac Lane. Si spostò quindi a Cambridge in Gran Bretagna nel 1970, e successivamente presso l'Università della Florida. Attualmente è professore emerito a Cambridge e professore di matematica dell'Università della Florida.
Thompson è particolarmente noto per i suoi contributi alla classificazione dei gruppi finiti semplici. Nel 1963, dimostrò con Walter Feit che ogni gruppo semplice finito non abeliano è di ordine pari.
Thompson ricevette la medaglia Fields nel 1970, il Premio Wolf nel 1992 e il premio Abel nel 2008.